# الدوري البرازيلي الدرجة الثانية 2012
الدوري البرازيلي الدرجة الثانية 2012 هو موسم من الدوري البرازيلي الدرجة الثانية. أقيم خلال الفترة 19 مايو 2012 وحتى 24 نوفمبر 2012، وفاز فيه نادي غوياس.